# Răut
Der Răut (russisch Ре́ут Reut) ist ein rechter Nebenfluss des Dnister in der Republik Moldau.
Der Răut entspringt südlich von Dondușeni. Er durchfließt die Republik Moldau in südöstlicher Richtung. Dabei passiert er die Städte Bălți, Mărculești, Florești und Orhei. Er mündet schließlich gegenüber von Dubăsari in den Dnister.
Der Răut hat eine Länge von 286 km. Er entwässert ein Areal von 7760 km².
Der Răut wird hauptsächlich von der Schneeschmelze gespeist.
Der mittlere Abfluss 46 km oberhalb der Mündung beträgt 5,7 m³/s.
Das Wasser wird zur Bewässerung genutzt.